# Острів Тумський (Познань)

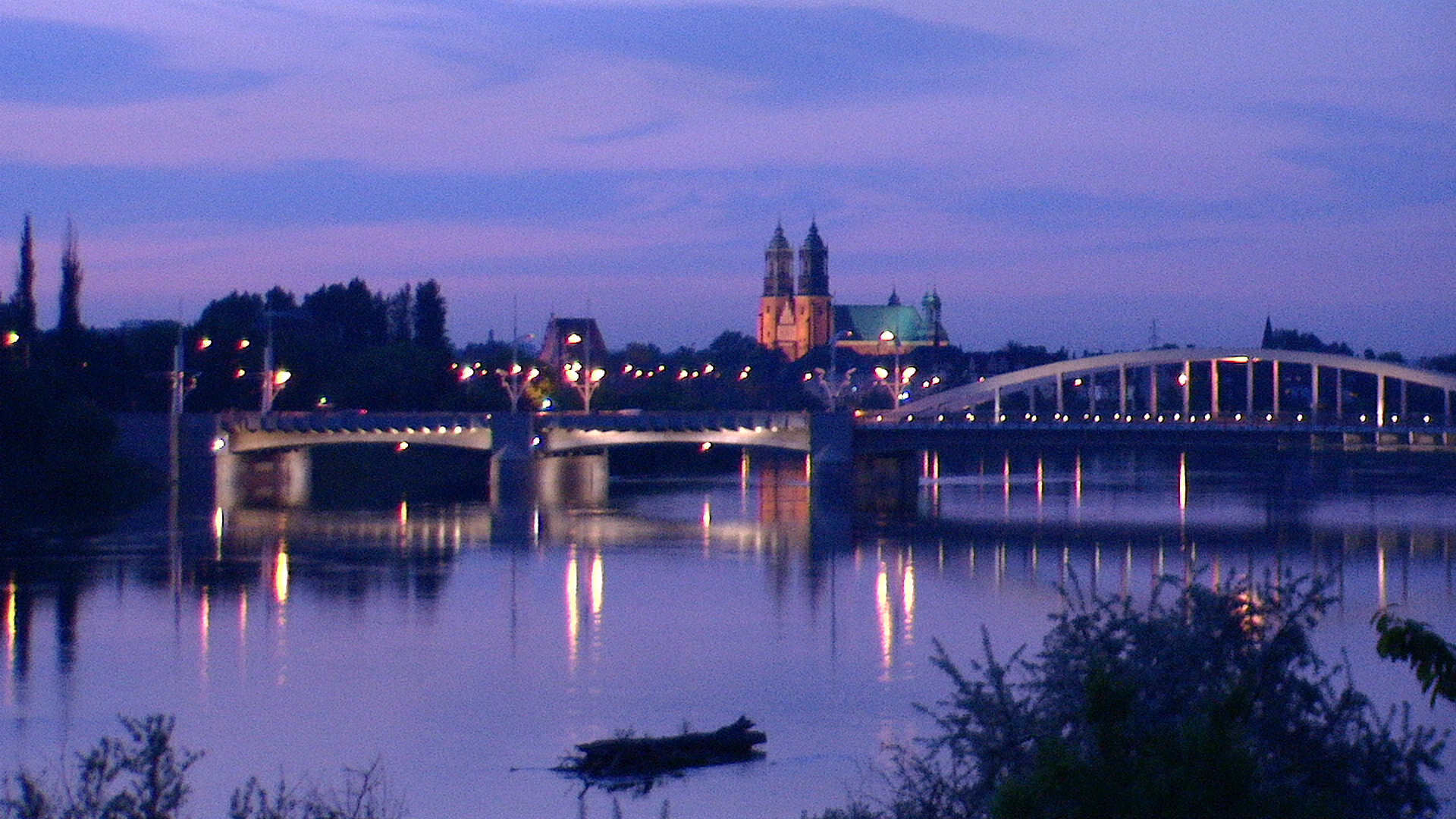
Вид на острів із південного боку

Острів Тумський (пол. Ostrów Tumski) — це острів міста Познань, який розташований у західній частині Польщі. Назва острова перекладається як «Кафедральний острів» на честь збудованого тут собору Святого Іоанна Хрестителя. Познанський собор та інші церковні будівлі займають центральну частину острова. Острів Тумський — це нове місто («Нове місто»), хоча це одне з найвідоміших міст Х століття.
Місце внесене в список, як одне з польських офіційних національних Історичних Пам'ятників, призначених 28 листопада 2008 року разом з іншими частинами історичного ядра міста. Його внесення в список підтримує Міністерство культури та національне правління спадщини Польщі.
В нинішньому адміністративному відділенні м. Познань, Острів Тумський є частиною кварталу, який також включає в себе райони Шрудька, Завади та Командоріа, які розташовані всі на східній стороні річки.

## Історія

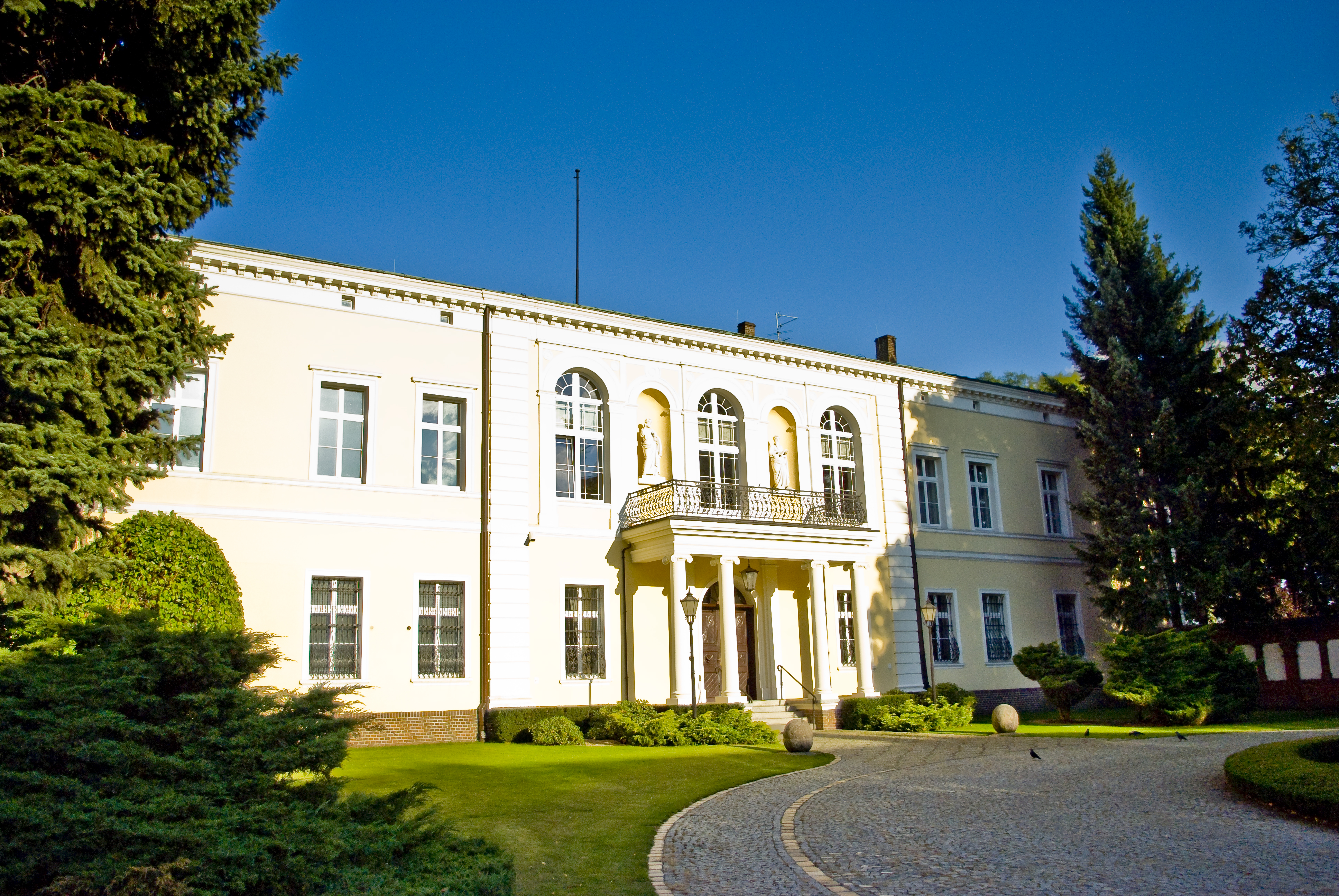
Палац архієпископа

Острув Тумський — це клаптик землі, де розходяться річки Варти і Цибіни, щоб знову зійтися в єдиний потік. На північному заході знаходяться острова Чвалішево і Гроблю, основний потік Варти витік між ними. Перше відоме укріплене поселення на островів Тумський відноситься до VIII або IX століття. У Х столітті поселення на острові стало одним з головних політичних центрів областей Пястова, які у свою чергу сформували центр ранньої польської держави.
Археологічна робота здійснювалася в 1999 році, виявилося, що герцогський палац стоїть на місці, зараз зайнятому церквою Діви Марії (на захід від собору). Палац був з'єднаний з каплицею, яка вважається першим християнським храмом в Польщі, так званий храм Добрава — чеської дружини Мешко I, заради якої він і змушений був прийняти християнство. Сам Мешко був хрещений в 966 році.
З прийняттям польським правителем християнства держава отримала свого першого місіонерського єпископа Йордана, який, як вважають, зробив Познань своїм містом. У цей період також був побудований перший собор. В кінці Х століття населення укріпленого поселення склало близько 200 чоловік. На початку XI століття поселення було відновлене (і збільшено), після страждання деструкції, викликаної повінню. У 1038 році вторгнення Бретіслава I, герцога Богемія, звільнило і спалило поселення. Воно було перебудовано під Казимира I реставратора, але столиця країни переїхала до Кракова, а населені пункти Польщі Познань і Гнєзно втратили своє першорядне політичне значення.

## Після заснування лівобережжя міста

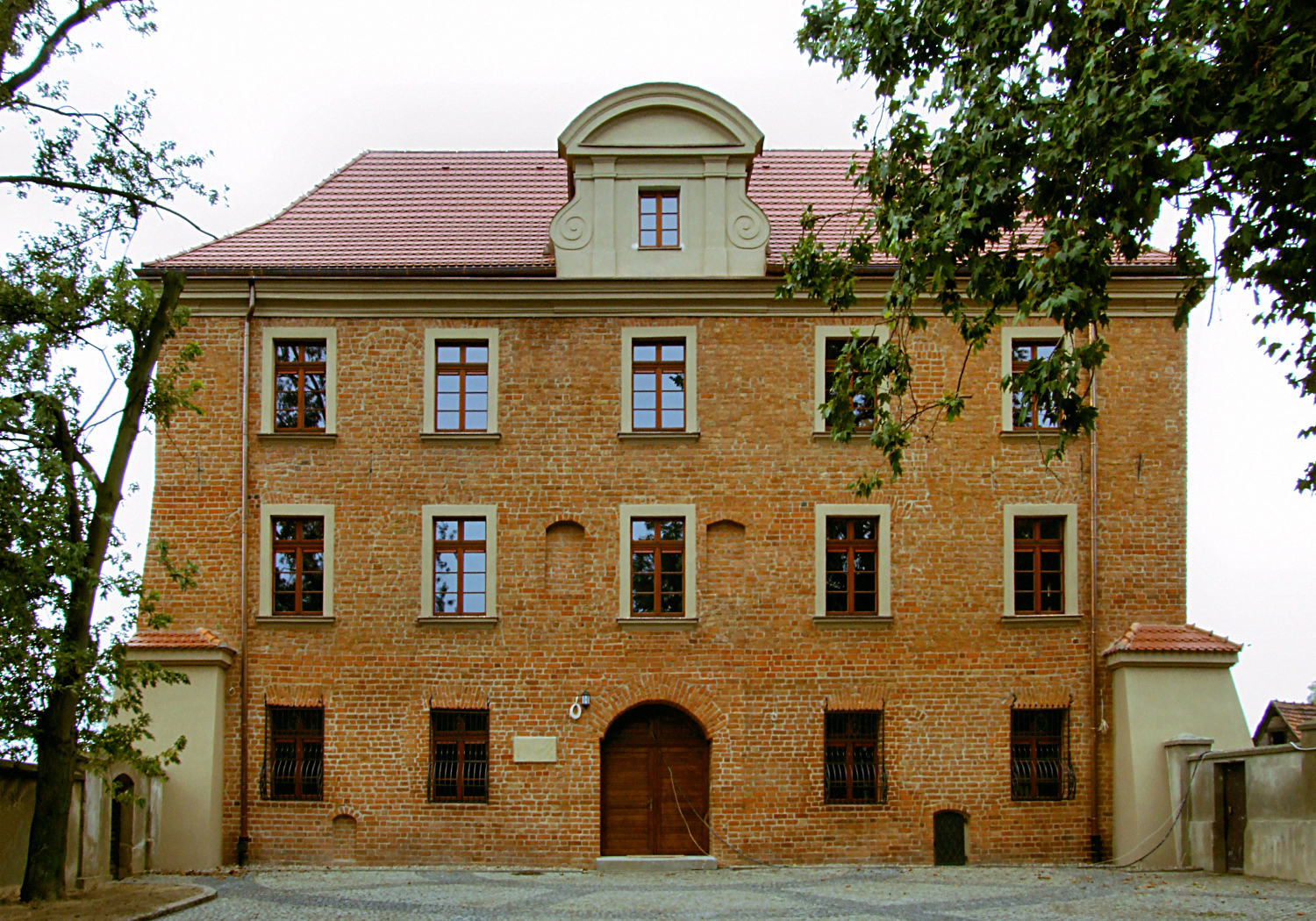
Академія Любранського, зараз церковний архів і музей

На півночі острова знаходиться Академія Любранського], відома як перший у Познані вищий навчальний заклад і перший центр гуманітарної освіти, зараз церковний архів і музей. На лівому березі Варти в другій половині XIII століття, острів Тумський стає винятково владою єпископів разом з будівлею Королівського замку і стіною міста Познані. У 1335 році йому надано було магдебурзьке право (право на самоврядування міста). Окреме поселення острова на південь від собору стало відоме як Загуже. Особливе значення для розвитку острова представляв Ян Любранський, єпископ Познані. На цій посаді він пропрацював з 1498 до 1520 року, аж до своєї смерті. Також працював адвокатом і дипломатом. У 1518 році він заснував Академію Любранського, яка служила вищим навчальним закладом, але без права присуджувати ступені, до 1780 року. Його будівля була побудована в 1518—1530 роках на захід від собору. Любранський також побудував будинок Псалмадістів, спочатку для 12 псалмів співаків (ця будівля також збереглася). Він також побудував водопровідні труби і бруковані вулиці, а в 1504—1512 роках побудував оборонні стіни навколо центральної частини острова. Стіни були не такими високими, як стіни навколо лівобережного міста Познані, загалом вони були знесені на початку XVIII століття, а інша частина була зруйнована в XIX столітті під час будівництва пруських укріплень. Собор, який був перебудований в готичному стилі в XIV і XV століттях, був сильно пошкоджений пожежею в 1622 році, після чого він був перебудований у стилі бароко. Після ще однієї великої пожежі в 1772 році перебудова була виконана в неокласичному стилі. Познанський регіон був захоплений Пруссією в другій частині Польщі 1793 роки. Згідно з даними, складеними наступного року, населення острова Тумського у той час складало 304 осіб. У 1800 році острів Тумський, а також інші передмістя були офіційно включені в місто Познань. У XIX столітті прусська влада прагнула перетворити Познань на місто-фортецю, оточивши його оборонними укріпленнями; річка Варта і Цибіна зіграли важливу роль в цих планах. Вулиці були побудовані по обидві сторони острова Тумського. Течія Цибіни була змінена, щоб забезпечити підвищений захист укріплень, внаслідок чого Цибіна приєдналася до Варте далі на північ. На відміну від більшості укріплень лівобережжя Познані, на острові Тумському вони не були зруйновані на початку XX століття і збереглися до 1950-х років. Все ще існують залишки Форт-Рони на півночі острова, а також стіни і західний плацдарм Будинку Шлеуза («Соборний замок») на північний схід від собору. Тому на острові Тумському побудовані різні укріплення: ті, які були побудовані на початку XVI століття Лубринським, а також прусські укріплення XX століття (у тому числі водозахисні споруди). Залізниця через острів спочатку була частиною лінії від Познані до Бидгоща, яка відкрилася в 1872 році; тепер він також веде потяги, що йдуть по трасах у Варшаву і Вонгровець.

## Будівлі, що зацікавлюють
- Базиліка святих Петра і Павла.
- Палац архієпископа, з прилеглою будівлею курії та колишньою пресвітурою. Ці будівлі датуються XIV—XV століттями, і в їх нинішньому вигляді з XIX ст.
- Церква Пресвятої Діви Марії, побудована в XV столітті, добре збережена готична споруда. Археологічна робота, проведена 1999 року, відкрила залишки оригінального герцогського палацу та каплиці (найдавніше відомого місця християнського поклоніння в Польщі) на місці, де зараз церква.
- Будинок Псалмадістів, побудований Любранським на початку XVI століття.
- Будівля Академії Любранського, яка тепер використовується як архів та музей.
- Будинки семінарії, кінець XIX століття (нові будівлі були додані в 2003 році). Вони розташовані в Загорже, на південь від головної дороги, що перетинає острів. Інша семінарія, з більш сучасними будівлями, стоїть на північ від основної групи будинків навколо собору.